# Bradbury and Evans
Pour les articles homonymes, voir Bradbury et Evans.
Bradbury and Evans est une ancienne entreprise d'imprimerie et maison d'édition britannique fondée à Londres en 1830 par  William Bradbury et Frederick Mullet Evans,. Les deux associés restent imprimeurs durant les dix premières années, jusqu'en décembre 1842 où ils se portent acquéreurs du magazine Punch,.
Comme imprimeurs, ils travaillent pour les maisons d'édition Edward Moxon et Chapman & Hall (éditeurs de Charles Dickens). Dickens quitte Chapman & Hall en 1844 et Bradbury and Evans devient son nouvel éditeur. Après la rupture de Bradbury and Evans avec Dickens survenue en 1859, ils fondent le magazine littéraire illustré Once A Week, qui entre en compétition avec un nouveau magazine de Dickens intitulé All The Year Round (anciennement Household Words). Bradbury and Evans ont publié La Foire aux vanités de Thackeray en 1847 (d'abord sous forme de feuilleton dans Punch), ainsi que la plupart de ses romans importants,.
L'un des fils du fondateur, Henry Bradbury, développe une activité d'impression de papiers sécurisés (billet de banque, timbre). Après sa mort en 1860, la Bradbury Wilkinson and Company (en) continue ses activités indépendamment ; elle est revendue à American Banknote Corporation en 1903.
En 1895, la branche livre change de nom et devient « Bradbury & Agnew », William Agnew (1825-1910) étant devenu le principal actionnaire, tandis que William Hardwick Bradbury (1832-1892) et Frederick Moule Evans (1832-1902), les deux fils des fondateurs, maintiennent l'entreprise en activité durant quelques années.